# Eir (przedsiębiorstwo)
Eir (wcześniej Eircom) – irlandzkie przedsiębiorstwo telekomunikacyjne oferujące usługi telekomunikacyjne i internetowe; były irlandzki monopolista państwowy.
Eir jest największym operatorem telekomunikacyjnym w Irlandii z oddziałami w Irlandii Północnej i Wielkiej Brytanii. Do czasu wprowadzenia przedsiębiorstwa na giełdę w Dublinie i w Nowym Jorku w 1999 roku, firma była własnością państwa. Przedsiębiorstwo jest zarejestrowane w Jersey.
Eir zostało założone w 1984 roku pod nazwą Bord Telecom Éireann jako spółka państwowa. Do lipca 1999 roku rząd sprzedał praktycznie wszystkie swoje udziały i 8 lipca 1999 spółka zadebiutowała na giełdach: Irish Stock Exchange, London Stock Exchange oraz New York Stock Exchange. 16 września 2015 roku przedsiębiorstwo przeszło rebranding i zmieniło nazwę na Eir. Grupa obejmuje francuskiego operatora telekomunikacyjnego Free i włoskiego Iliad Italia.